# Enar A. Werner

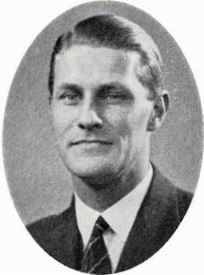
Enar A. Werner.

Enar Alexius Werner, född 27 juni 1902 i Göteborg, död 17 april 1981 i Falsterbo, var en svensk väg- och vattenbyggnadsingenjör. Han var gift med Brita Björling (1914-1987), dotter till Henning Björling och Evy Hedenbergh, och därmed svåger med Karl Björling.
Werner, som var son till handlanden Theodor Werner och Olga Strömbom, avlade studentexamen 1921 och utexaminerades från Chalmers tekniska institut 1925. Han var ingenjör på stadsingenjörskontoret i Göteborgs stad 1926 och 1928–1930, på gatukontoret där 1925 och 1927, hos länsarkitekt Nils A. Blanck i Malmö 1930, stadsplaneingenjör på stadsingenjörskontoret och stadsplanekontoret i Göteborgs stad 1931–1955, blev överingenjör där 1955 och utredningschef för planeringen av Angered och Bergum på stadsbyggnadskontoret i Göteborgs stad från 1962. Han skrev Angered-Bergum. Göteborg växer norrut (i Göteborg förr och nu, 1964).